# Oxycauloeme
Oxycauloeme is een kevergeslacht uit de familie van de boktorren (Cerambycidae). De wetenschappelijke naam van het geslacht werd voor het eerst geldig gepubliceerd in 1948 door Lepesme.

## Soorten
Oxycauloeme is monotypisch en omvat slechts de volgende soort:
- Oxycauloeme abyssinica (Aurivillius, 1928)